# George Russell (komponist)
 Der er flere personer med dette navn, se George Russell.
George Russell (23. juni 1923 i Ohio – 27. juli 2009 i Boston, USA) var en amerikansk komponist, teoretiker og pianist. 
Russell startede som ung som trommeslager, men efter at havde hørt Max Roach, ændrede han mening om sit musikalske virke og slog sig ned over klaveret og musikteori. Dette skift skulle komme til at betyde en banebrydende og stor udvikling inden for jazzens harmoniske og teoretiske opfattelse.
Russel var en af jazzens banebrydende teoretikere, som i kraft af sin teoribog The Lydian Cromatic Concept of Tonal Organization, udviklede et koncept hvor al tonalitet udspringer fra den lydiske skala.
Russel startede i sine unge år med at være arrangør, bl.a. for Dizzy Gillespies og Miles Davis orkestre.
Han havde i 1960´erne sit eget big band, hvor han eksperimenterede med dette koncept, og indspillede en del plader. Mange af jazzens betydelige musikere har spillet og gået i skole i dette orkester, såsom Art Farmer, Charlie Persip, Bill Evans, Paul Bley, Milt Hinton, John Coltrane, Eric Dolphy og Bob Brookmeyer etc.
Russel Har også indspillet og ledet sessions for Danmarks Radios big band og spillet en del i Norge og Sverige feks. med Det Svenske Radio Orkester. 

## Udvalgt Diskografi
- The Jazz Workshop
- New York, N.Y.
- Jazz in the Space Age
- Stratusphunk
- Ezz-Thetics
- The Outer View
- The George Russell Sextet at Beethoven Hall
- The Essence of George russell
- Othello Ballett Suite/Electronic Organ Suite nr. 1
- Electronic Sonata for Souls Loved by Nature
- Listen to the Silence
- Living Time – med Bill Evans
- Vertical Form VI
- The African Game
- The 80th Birthday Concert

## Eksterne links/kilder
- Georgerussel.com Arkiveret 4. februar 2012 hos  Wayback Machine
- Nekrolog i The Guardian
- George Russell på allmusic.com